# 潼南区
潼南区（どうなんく）は中華人民共和国重慶市に位置する市轄区。

## 歴史
1914年に潼南県が設置される。地名は潼川府の南に位置したことより命名された。2015年4月28日、市轄区の潼南区に昇格。

## 行政区画
下部に2街道、20鎮を管轄する。
- 街道:桂林街道、梓潼街道
- 鎮:上和鎮、竜形鎮、古渓鎮、宝竜鎮、玉渓鎮、米心鎮、群力鎮、双江鎮、花岩鎮、柏梓鎮、崇龕鎮、塘壩鎮、新勝鎮、太安鎮、小渡鎮、臥仏鎮、五桂鎮、田家鎮、別口鎮、寿橋鎮

## 名所・旧跡・観光スポット
- 潼南大佛寺摩岩造像（中国語版）
- 重慶全国重点文物保護单位列表（中国語版）

## 交通

### 鉄道
- 遂渝線
  - 潼南駅（中国語版）

### 道路
- 高速道路
  -  成渝環状高速道路
  -  合安高速道路（中国語版）
  -  潼栄高速道路
- 国道
  - G246国道（中国語版）
  - G319国道（中国語版）
  - G351国道（中国語版）
- 省道
  - 205省道

## 健康・医療・衛生
- 潼南区人民医院
- 潼南区中医院
- 潼南華協中医医院